# Amtsgericht Bahn
Das Amtsgericht Bahn war ein preußisches Amtsgericht mit Sitz in Bahn, Provinz Pommern.

## Geschichte
Von 1849 bis 1879 bestand die Gerichtskommission Bahn des Kreisgerichts Greifenhagen. Das königlich preußische Amtsgericht Bahn wurde mit Wirkung zum 1. Oktober 1879 als eines von 14 Amtsgerichten im Bezirk des Landgerichtes Stettin im Bezirk des Oberlandesgerichtes Stettin gebildet. Der Sitz des Gerichtes war Bahn. Sein Gerichtsbezirk umfasste aus dem Kreis Greifenhagen den Stadtbezirk Bahn, die Amtsbezirke Liebenow und Wildenbruch, die Gemeindebezirke Groß-Schönfeld, Selchow sowie die Gutsbezirke Groß-Schönfeld und Selchow aus dem Amtsbezirk Selchow und die Gemeindebezirke Jädersdorf, Steinwehr und Streesow sowie die Gutsbezirke Steinwehr und Steesow aus dem Amtsbezirk Steinwehr. Am Gericht bestand 1880 eine Richterstelle. Das Amtsgericht war damit ein kleines Amtsgericht im Landgerichtsbezirk.
Im Jahre 1945 wurden der größte Teil Pommerns, darunter der größte Teil des Sprengels des Amtsgerichtes Bahn, unter polnische Verwaltung gestellt und die deutschen Bewohner vertrieben. Damit endete die Geschichte des Amtsgerichtes Bahn.